# Alte Meilschnitz
Das Naturschutzgebiet Alte Meilschnitz liegt im Landkreis Sonneberg in Thüringen. Es erstreckt sich östlich von Effelder, einer Gemeinde im thüringischen Landkreis Eichsfeld, und nordwestlich von Meilschnitz, einem Stadtteil der oberfränkischen Stadt Neustadt bei Coburg im Landkreis Coburg. Am nordwestlichen Rand des Gebietes verläuft die B 89, durch das Gebiet fließt die Meilschnitz. Südöstlich erstreckt sich das 93,9 ha große Naturschutzgebiet Mürschnitzer Sack, am südlichen Rand verläuft die Landesgrenze zu Bayern.

## Bedeutung
Das 81,7 ha große Gebiet mit der NSG-Nr. 305 wurde im Jahr 1999 unter Naturschutz gestellt.